# Gaz A
GAZ-A a fost un vehicul produs de GAZ în perioada 1932-1936, vândut în circa 50.000 de unități. Vehiculul a înlocuit modelul Ford A din Uniunea Sovietică, care a fost importat acolo din 1928 până în 1932. GAZ-A a împărțit șasiul cu modelul Ford A, dar a fost văzut ca un înlocuitor. Vehiculul nu era disponibil publicului și numai militari și oficiali de stat l-au cumpărat.
O versiune de camionetă numită GAZ-4 a fost, de asemenea, lansată și vândută în jur de 5.000 de unități. Vehiculul avea un șasiu mai robust și mai puternic decât modelul Ford A, astfel încât să poată face față condițiilor meteorologice sovietice dure. În cele din urmă, vehiculul a fost înlocuit de GAZ-M1. Versiunile comerciale ale mașinii au fost, de asemenea, date spitalelor și companiilor de utilități și fermierilor.

## Istoric
În 1928, Ford a încheiat o înțelegere cu GAZ pentru a produce Ford Model A în Uniunea Sovietică sub marca NAZ, dar în 1929, marca NAZ a fost fuzionată cu GAZ, iar vehiculul a fost redenumit în cele din urmă GAZ-A, vehiculul a ieșit pentru prima dată în vânzare în 1932, iar în acel an au fost vândute în jur de 6.000 de unități. Vehiculul era prea scump pentru public și numai oficialii militari și grupurile de stat le-au cumpărat, deși camioneta GAZ-4 mult mai ieftină a fost cumpărată de mulți fermieri.
În 1934 vânzările au crescut la aproximativ 39.000 de mașini vândute. Mașina a început să aibă un mare succes cu GAZ și a fost o viziune obișnuită pe drumurile sovietice. În 1936, s-au vândut doar 500 de mașini și GAZ a înțeles că aveau nevoie de un nou model. Cu toate acestea, GAZ la acea vreme era singura companie care producea un autoturism și, prin urmare, nu avea nicio concurență.